# アルファ・アンド・オメガ
 アルファ・アンド・オメガ （Alpha and Omega）は、アニメ映画作品。
2010年9月にアメリカとカナダの公開。日本では劇場未公開。

## ストーリー
冴えない雄オオカミのハンフリーとセクシーな雌オオカミのケイトは 森林レンジャーによって捕獲され、見知らぬ場所に移される。二人はそこから故郷を目指して旅をはじめ、あらゆる苦難に遭遇する。

## 登場人物
ハンフリー
本作の主人公。
ケイト
本作のヒロイン。
トニー

ウィントン

リリー

マイセル

パディー

イヴ

ガース

シェーキー

ソルティ

ベアー

リーバ

クロウ

キャンドゥ

ハッチ

スウィーツ

キャンディ

ヤマアラシ

ガーン

デビー

パークレンジャー

マックス

トラックストップ従業員

リス

## キャスト
- ハンフリー - ジャスティン・ロング
- ケイト - ヘイデン・パネッティーア
- トニー - デニス・ホッパー
- ウィントン - ダニー・グローヴァー
- リリー - クリスティーナ・リッチ
- マイセル - ラリー・ミラー
- パディー - エリック・プライス
- イヴ - ヴィッキー・ルイス
- ガース - クリス・カーマック
- シェーキー - ケヴィン・サスマン
- ソルティ - ブライアン・ドノヴァン
- ベアー - マヤ・フェルトハイマー
- リーバ - クリスティーン・レイキン
- クロウ - マリリン・トクダ
- キャンドゥ - エリック・ロペス
- ハッチ - ポール・ナカウチ
- スウィーツ - ビッツィー・トゥロック
- キャンディ - メラ・リー
- ヤマアラシ - ニカ・ファターマン
- ガーン - フレッド・タタショア
- デビー - ミンディ・スターリング
- パークレンジャー - スティーヴ・ヴィノヴィッチ
- マックス - マルセロ・タバート
- トラックストップ従業員 - トビー・ハス
- リス - ジェイソン・オーテンバーグ
- リス - アンドリュー・オーテンバーグ

## 映像ソフト

### DVD／Blu-ray
発売元ジェネオン・ユニバーサル・エンターテインメント、販売元東宝、ギャガ。